# Rikarena
Rikarena es una agrupación merenguera que se popularizó en la década de 1990, sobre todo en Venezuela, Colombia, Puerto Rico y la República Dominicana. La agrupación fue formada en el año 1994 por el también merenguero Kinito Méndez, que como respuesta a que no producía merengues con buenas letras, decidió formar un grupo de jóvenes que cantaran merengue con dosis de amor y al mismo tiempo bailables.
El grupo debutó de inmediato siendo un éxito, su primer gran hit fue el Merengue Riko, de su primera producción "¡Sacúdelo Que Tiene Arena!". Este primer álbum fue un exitazo, puesto que no solo el Merengue Riko alcanzó los primeros lugares, también "Ay!!" "Te Dejé de Querer" "Nunca Te Mentí", "El Juramento", "De Nada", "De Cola a Cola".
Rikarena, fue escogida por la Asociación de Cronistas de Arte –Acroarte y sus premios, entonces Casandra, como la orquesta merenguera “Revelación del año 1995”.
Su segunda producción llamada "Más Rika Que Nunca" fue también todo un éxito y permitió afianzar el grupo en el gusto de la gente, logrando así proyectarse fuera de su natal Dominicana, en países como Colombia, Panamá, Venezuela, Puerto Rico, Perú y toda Centroamérica. De este álbum de 1995 cabe resaltar: "Sueños", "Te Voy a Hacer Falta", "Cutibili Pachá", "El Tazo", Nada, Nada", entre otros.
Para el álbum de 1997 titulado: "Sin Medir Distancia" que fuera el último del cuarteto original, ya que Guarionex y Wester, saldrían a finales de ese año: cabe destacar que no tuvo un éxito tan grande como los anteriores destacándose solo un par de ellos como: "No Puedo Olvidarla", "Antonio Pérez", "El Merengazo" y "Era Mentira".
En 1998 lanzan el álbum "...Con To'" con dos nuevos integrante que sustituyen a Guarionex y Wester , Daniel Santacruz y Peter. En este álbum cabe destacar el exitazo "Fuego Con To', "¿Por Qué Tanto Problema?", "El Ki Ki Ki", entre otros. Después de esta producción, la agrupación ya tenía más vigencia en países como Colombia y Panamá, y comienza a descender en Dominicana.
El año 2000 lanzan la que sería su última producción exitosa, "Con Arena Nueva" y esto gracias al éxito del merengue "Cuando el Amor Se Daña".
En el año 2003 lanzan "Pa Rato" que cuenta con reintegración de Wester Hernandez.
En el año 2015 lanzan "La Perdida", canción que actualmente suena en todas las emisoras y será parte de su próximo álbum.
En la actualidad el frente está integrado por Henry Trinidad y Shiro Méndez, quienes son fundadores; además de Jimmy Cleiner. 

## Discografía
- ¡Sacúdelo Que Tiene Arena! (1994)

1. Ay!!
2. Nunca Te Mentí
3. Te Dejé de Querer
4. De Nada
5. El Merengue Riko
6. Muero Porque No Muero
7. La Inversión del Amor
8. El Juramento
9. Eres
10. De Cola a Cola

- Más Rika Que Nunca (1995)

1. Sueños
2. Te Voy a Hacer Falta
3. La Chica de Arena
4. Me Hicieron Olvidar
5. Cutibili Pachá
6. La Mirada
7. Romperé
8. Nada, Nada
9. El Amor Se Va
10. El Tazo

- Sin Medir Distancia (1997)

1. Era Mentira
2. Cúrame
3. La Nena Rika
4. El Merengazo
5. Sin Medir Distancia
6. No Puedo Olvidarla
7. El Patú
8. Rechupaletea
9. Se Me Fue Mi Vida (feat. Barrio Boyzz)
10. Antonio Pérez

- ...Con To'  (1998)

1. Fuego Con To'
2. Licor
3. ¿Por Qué Tanto Problema?
4. El Ki Ki Ki
5. El Amor Que Soñé
6. No Te Soporto
7. El Gritico
8. Te lo Agradezco
9. El Dulcito
10. Su Marío

- 20th Anniversary (1999)

1. Ay!!
2. Nunca Te Mentí
3. De Nada
4. El Merengue Riko
5. La Inversión del Amor
6. Eres
7. Era Mentira
8. La Chica de Arena
9. El Merengazo
10. Su Marío
11. El Ki Ki Ki
12. Sueños
13. Te Voy a Hacer Falta
14. Licor
15. Fuego Con To'

- Con Arena Nueva (2000)

1. Cuando el Amor Se Daña
2. Ella Es Tan Bella
3. Castigadora
4. El Parar Pan Pan
5. Taquicardia
6. Tu Cuerpo en la Arena
7. Angélica la Loca
8. Casualidad
9. Ay Que Pena
10. No Sufriré
11. Niní
12. Cuando el Amor Se Daña (Versión Balada)

- 20 Éxitos (2002)

Vol. 1
1. Ay!!
2. Sueños
3. No Puedo Olvidarla
4. El Amor Que Soñé
5. Nunca Te Mentí
6. Cuando el Amor Se Daña
7. El Merengue Riko
8. Te Dejé de Querer
9. Te Voy a Hacer Falta
10. Tu Cuerpo en la Arena

Vol. 2
1. De Nada
2. La Nena Rika
3. El Merengazo
4. Fuego Con To'
5. No Sufriré
6. El Amor Se Va
7. El Kikiki
8. La Chica de Arena
9. El Juramento
10. Yo No Fui

- Pa' Rato (2003)

1. La Piratería
2. Mojadita
3. Quién Me Va a Querer
4. No le Doy Mente
5. Estoy Loco
6. Balilemos Todos
7. Cuando Te Conocí
8. El Pakimpa
9. Llévame Contigo
10. No Puede Más de Amor
11. Prohíbeme
12. Entrégame Tu Amor

## Congos de Oro
Otorgado en el Festival de Orquestas del Carnaval de Barranquilla:
| Año  | Trabajo nominado | Categoría           | Resultado |
| ---- | ---------------- | ------------------- | --------- |
| 1996 | Rikarena         | Merengue Extranjero | Ganador   |